# Giulio Pellizzari
Giulio Pellizzari (ur. 21 listopada 2003 w San Severino Marche) – włoski kolarz szosowy.

## Osiągnięcia
2023
- 1. miejsce w GP Palio del Recioto
- 2. miejsce w Karpackim Wyścigu Kurierów
  - 1. miejsce w klasyfikacji górskiej
  - 1. miejsce w klasyfikacji młodzieżowej
- 4. miejsce w Flèche Ardennaise
- 1. miejsce w Giro del Medio Brenta
- 2. miejsce w Tour de l’Avenir
  - 1. miejsce na 8. etapie

2024
- 3. miejsce w Tour of Slovenia
  - 1. miejsce w klasyfikacji młodzieżowej
- 2. miejsce w Giro della Regione Friuli Venezia Giulia

2025
- 6. miejsce w Giro d’Italia
- 4. miejsce w Vuelta a Burgos

## Rankingi
| Rok             | 2023 | 2024 |
| --------------- | ---- | ---- |
| World Ranking   | 292. | 120. |
| UCI Europe Tour | -    | 95.  |
|                 |      |      |
| Źródło: UCI     |      |      |